# 리스 옥스퍼드
리스 조엘 옥스퍼드(영어: Reece Joel Oxford, 1998년 12월 16일 ~ )는 잉글랜드의 축구 선수로, 현재 독일 분데스리가의 FC 아우크스부르크에서 활약하고 있다. 포지션은 센터백, 수비형 미드필더이다.